# Награда „Иван Горан Ковачић”
Награда „Иван Горан Ковачић” била је хрватска књижевна награда која се додељивала на годишњем нивоу. Награда носи име по југословенском и хрватском песнику Ивану Горану Ковачићу.

## Историја
Награда је установљена првог јануара 1965. од стране дневног листа Vjesnik као награду за најбоље књижевно остварење у протеклој години.
Први пут је додељена за 1964. годину. Додељивала се за најбољу књигу објављену од јуна прошле године до јуна текуће године.
Додељивала се до 2011. године.

## Добитници
- 1965.: Петар Шегедин, Орфеј у малој башти (збирка приповиједака)[3]
- 1966.: Ранко Маринковић, Киклоп (роман)
- 1967.: Меша Селимовић, Дервиш и смрт (роман)
- 1968.: Мирослав Крлежа, Заставе (роман)
- 1969.: Рафо Богишић, О хрватским старим пјесницима (студије)[4]
- 1970.: Драго Иванишевић, Гласине (збирка песама)
- 1971.: Томислав Ладан, Те критике (есеји)
- 1972.: Карло Штајнер, 7000 дана у Сибиру (документарна проза)
- 1973.: Марко Ристић, Турпитуда (поема)
- 1974.: Јуре Франичевић Плочар, Вир (роман)
- 1975.: Оскар Давичо, Ритуали умирања језика (песме)
- 1976.: Мирко Божић, Colonnello (роман)
- 1977.: Данило Киш, Гробница за Бориса Давидовича (проза)
- 1978.: Маријан Матковић, Огледи и огледала (збирка есеја)
- 1979.: Јуре Каштелан, Дивље око (песме)
- 1980.: Јара Рибникар, Живот и прича (проза)
- 1981.: Сретен Асановић, Ноћ на голом брду (приповетке)
- 1982.: Војин Јелић, Доживотни грешници (роман)
- 1983.: Михаило Лалић, Докле гора зазелени (роман)
- 1984.: Марин Франичевић, Повијест хрватске ренесансне књижевности (студија)
- 1985.: Иван Аралица, Душе робова (роман)[5]
- 1986.: Матко Пеић, Љубав на путу (путопис)
- 1987.: Ирена Вркљан, Марина или о биографији (проза)
- 1988.: Весна Крмпотић, Брдо изнад облака (проза)
- 1989.: Борислав Пекић, Атлантида (роман)
- 1990.:
- 1991.:
- 1992.:
- 1993.: Ранко Маринковић, Невер море (роман)
- 1994.:
- 1995.:
- 1996.:
- 1997.:
- 1998.: Славко Михалић, Пандорина кутија (збирка песама)
- 1999.:
- 2000.: Александар Флакер, Књижевне ведуте (проза)[6]
- 2001.:
- 2002.: Јосип Ваништа, Књига записа (књижевне цртице)[7]
- 2003.: Недјељко Фабрио, Триемерон (роман)[8]
- 2004.: Ренато Баретић, Осми повјереник (роман)[9]
- 2005.: Данијел Драгојевић, Жамор (збирка песама)[10]
- 2006.: Дубравка Ораић-Толић, Мушка модерна и женска постмодерна (књижевне студије) и Ивана Сајко, Рио бар (роман)[11]
- 2007.: Здравко Зима, Ловац у лабиринту (књига есеја, фељтона и критика)[12]
- 2008.: Јосип Млакић, Трагом змијске кошуљице (роман)[13][14]
- 2009.: Анка Жагар, Стварнице, немирна површина (збирка песама)[15]
- 2010.: Зоран Кравар, Уљанице и духови (есејистичко-аутобиографска проза)[16][17]
- 2011.: Дубравка Угрешић, Напад на минибар (књига есеја)[2][18]